# Vladimír Labant
Vladimír Labant (ur. 8 czerwca 1974 w Czadcy) – słowacki piłkarz grający na pozycji obrońcy.

## Kariera klubowa
W piłkę nożną zaczął grać w wieku 6 lat w Żylinie, w dzielnicy Závodie. Pochodził z piłkarskiej rodziny – jego ojciec także był piłkarzem, podobnie jak brat Branislav, który grał w reprezentacji Słowacji. W młodzieżowej drużynie MŠK Žilina dotarł do finału mistrzostw Czechosłowacji, w którym MŠK przegrało minimalnie z Baníkiem Ostrawa. Później grał w Dukli Bańska Bystrzyca, do której był dwukrotnie wypożyczany i MFK Košice. W 1997 przeniósł się do ligi czeskiej, a konkretnie do Slavii Praga, w której grał dwa sezony, po czym za 3 miliony koron trafił do ówczesnego mistrza Czech – Sparty. W listopadzie 1999 podczas derbów Pragi między Slavią a Spartą zderzył się z kolegą z zespołu – Petrem Gabrielem. W wyniku wypadku Labant złamał nogę. Przez tę kontuzję pauzował 10 miesięcy. W barwach Sparty zagrał w fazie grupowej Ligi Mistrzów. Jest pierwszym Słowakiem, który strzelił gola w fazie grupowej LM oraz słowackim piłkarzem, który rozegrał najwięcej meczów (29) i zdobył najwięcej bramek (5) w tej fazie rozgrywek.
W styczniu 2002 za milion funtów trafił do West Hamu, stając się czwartym Słowakiem grającym wówczas w Premier League. W pierwszym sezonie spędzonym w tym klubie wystąpił w 12 spotkaniach, a w drugim rozegrał 20 minut meczu z Newcastle United. W grudniu 2002 został wypożyczony do Sparty Praga, a na początku 2004 podpisał kontrakt z tym zespołem. W kwietniu 2004 doznał kolejnej kontuzji – tym razem zerwał więzadła w kolanie. Na boisko wrócił 22 września 2004, kiedy zagrał w meczu drużyny rezerw z FK Ústí nad Labem, w którym strzelił jedynego gola. Do pierwszego zespołu wrócił 21 listopada 2004 w spotkaniu z Baumitem Jablonec.
W styczniu 2005 został wypożyczony do Admiry Mödling, w której grał ze swoim rodakiem Tomášem Oravcem. W czerwcu 2005 podpisał roczny kontrakt z Rapidem Wiedeń, w którym zagrał w 8 meczach, po czym w styczniu 2006 rozwiązał kontrakt z klubem. Później został zawodnikiem Spartaka Trnawa, w którym zakończył karierę.

## Kariera reprezentacyjna
W reprezentacji Słowacji Labant zagrał 26 razy i strzelił 2 gole. Zadebiutował 27 marca 1999 w meczu kwalifikacji do EURO 2000 z Rumunią. W rewanżu rozegranym 4 września 1999 strzelił swojego pierwszego gola w kadrze. Drugą bramkę w reprezentacji zdobył 9 października 1999 w wygranym 1:0 spotkaniu z Azerbejdżanem.

## Kariera trenerska
Po zakończeniu kariery został trenerem młodzieżowej drużyny MŠK Žilina. Przebywa na tym stanowisku od co najmniej 2008. W kwietniu 2020 wciąż pełnił tę funkcję, jednocześnie ze względu na kłopoty finansowe klubu związane z pandemią koronawirusa, zaczął pracę w fabryce należącej do właściciela klubu.

## Osiągnięcia
- Mistrzostwo Czech (3): 2000, 2001, 2003
- Puchar Czech (1): 1999
- Piłkarz Roku na Słowacji (1): 1999[27][28][29][30]
- 7. miejsce w głosowaniu na słowackiego piłkarza dziesięciolecia w 2002 roku (według czytelników)[31]